# Francuska Sekcja Międzynarodówki Robotniczej
Francuska Sekcja Międzynarodówki Robotniczej (fr. Section Française de l'Internationale Ouvrière, SFIO) – francuska socjalistyczna lewicowa partia polityczna działająca w latach 1905–1969; w 1969 w jej miejsce powstała Partia Socjalistyczna (PS).
Francuska Sekcja Międzynarodówki Robotniczej została utworzona w 25 kwietnia 1905 w Paryżu, z połączenia Francuskiej Partii Socjalistycznej (PSF) i Socjalistycznej Partii Francji (PSdF).
SFIO została mocno osłabiona po Kongresie w Tours w 1920, po którym odłam większościowy i najbardziej lewicowy partii utworzył niezależną skrajnie lewicową partię SFIC (Francuska Sekcja Międzynarodówki Komunistycznej).
W 1938 z partii wydalono część radykalnych działaczy, którzy stworzyli nowe ugrupowanie - PSPO (Partia Socjalistyczna Robotników i Chłopów). Większość z nich wróciła do SFIO po wyzwoleniu kraju.

## Historia

### Przed II wojną światową
SFIO została założona w 1905 roku. Z inicjatywy Drugiej Międzynarodówki działające wcześniej partie - Socjalistyczna Partia Francji i ugrupowanie Jeana Jaurèsa połączyły się w jednolite ugrupowanie polityczne. Nowe ugrupowanie wyłoniło się jako reformistyczny odłam francuskiego ruchu robotniczego. W 1920 roku z partii oderwała się frakcja rewolucyjna, która założyła Francuską Partię Komunistyczną. Do nowego ugrupowania wstąpiła większość szeregowych działaczy dotychczasowej SFIO. Mimo rozłamu partia w okresie międzywojennym stała się jedną z największych francuskich partii politycznych. Czasy wielkiego kryzysu doprowadziły od powstania w partii umiarkowanych frakcji neosocjalistycznej i Ruchu Nonkonformistycznego.
Kartel Lewicy wygrał ponownie wybory w 1932 roku a premierem lewicowego rządu został Édouard Daladier. W 1933 roku z partii zostali wydaleni neosocjaliści. Druga z umiarkowanych frakcji krytykowała zarówno klasyczny liberalizm i interwencjonizm. W partii działało też skrzydło radykalne, zaliczały się do nich Walka Socjalistyczna i Lewica Rewolucyjna które następnie opuściły partię. Od 1934 roku działali trockiści prowadzący politykę entryzmu, nazywaną później francuskim zwrotem. Rząd utworzony w 1932 roku upadł po zamieszkach skrajnej prawicy 6 lutego 1934 i aferze Stavisky’ego.
Po upadku rządu francuscy socjaliści dążyli do połączenia się ruchu antyfaszystowskiego. W 1935 roku SFIO i Francuska Partia Komunistyczna założyli sojusz działający pod nazwą Front Ludowy. Ugrupowania antyfaszystowskie skupione w koalicji wygrały wybory które odbyły się rok później a stanowisko premiera objął socjalista a zarazem lider Frontu, Léon Blum. Po sojuszu z FPK partię socjalistyczną opuściła część trockistów. Komuniści poparli rząd centrolewicy lecz sami nie weszli w jego skład.
W okresie okupacji SFIO wzięło udział w ruchu oporu. W czasie II wojny światowej w obu strefach istniały Komitety Akcji Socjalistycznej, partia reaktywowała się w 1943 roku. Działacze SFIO w marcu 1943 roku współtworzyli Krajową Radę Ruchu Oporu. W 1944 roku odbył się Nadzwyczajny Zjazd SFIO.

### Na powojennej scenie politycznej
W wyborach do Zgromadzenia Konstytucyjnego z 1945 roku partia zdobyła 23,4% a w wyborach do Zgromadzenia Narodowego w listopadzie 1946 roku już 17,8%. W 1945 roku do SFIO należało 353,7 tysięcy osób. Po 1945 roku liczba członków SFIO zmalała a partia przeżywała kryzys ideowy. We wrześniu 1958 roku część lewicy partyjnej utworzyła nowe grupowanie pod nazwą Autonomiczna Partia Socjalistyczna, nowa organizacja stała się zalążkiem Zjednoczonej Partii Socjalistycznej która oficjalnie powołana została w kwietniu 1960 roku. W latach 60. z partii odeszła część działaczy partii przeszła do Zjednoczonej Partii Socjalistycznej lub klubów lewicy niekomunistycznej. W okresie zimnej wojny prowadziła politykę „trzeciej siły” polegała ona na współpracy z partiami prawicowymi i centrowymi w celu izolacji politycznej Francuskiej Partii Komunistycznej.
Partia popierała członkostwo Francji w NATO, integrację europejską, uznawała kierowniczą rolę USA w bloku zachodnim.
Oficjalną doktrynę partii zwarto w Deklaracji zasad z 1946 roku. W deklaracji głoszono postulat likwidacji kapitalizmu, klas społecznych, postulowano uspołecznienie środków produkcji. Hasła te aprobowane był przez partyjną lewicę natomiast partyjna prawica od początku lat 50. domagała się rewizji tych postulatów. Na skutek działań partyjnej prawicy w 1962 roku uchwalono Program fundamentalny w którym zrezygnowano z postulatu uspołecznienia środków produkcji.
W powojennej SFIO wyodrębniały się dwa nurty ideowe. Pierwszym z nich przewodził Guy Mollet. Frakcja ta postulowała likwidację kapitalizmu jako systemu społecznego, likwidację klas społecznych, postulowała uspołecznienie środków produkcji. Drugim nurtem był nurt prawicowo-reformistyczny. Reformiści postulowali działanie socjaldemokratów w ramach systemu kapitalistycznego. Uspołecznienie miało być według reformistów jedynie „techniką działania”, której znaczenie miało się stopniowo zmniejszyć. Prawica partyjna poddawała krytyce socjalizm naukowy i koncepcje ideologiczne lewicowej części partii.
W wyborach do Zgromadzenia Konstytucyjnego z 1951 roku partia zdobyła 15% głosów. W wyborach z 1962 natomiast 12,6%.
W drugiej połowie lat 60. partia przeszła na lewo. W 1966 roku powstał Ośrodek Studiów, Badań i Wychowania Socjalistycznego (CERES). CERES pełnił rolę klubu dyskusyjnego młodych działaczy lewicy SFIO a następnie przekształcił się w tendencję polityczną. W czerwcu 1969 roku kandydat socjalistów reprezentujący nurt prawicy partyjnej, Gaston Defferre zdobył zaledwie 5% głosów. W  SFIO po kilku dekadach wznowiła swoje kontakty z FPK. SFIO wraz z klubami politycznymi utworzyła Federację Lewicy Demokratycznej i Socjalistycznej. Na zjeździe partii w 1969 roku oficjalnie powołano nową formację, Partię Socjalistyczną, która w praktyce składała się w większości z działaczy SFIO a w mniejszym stopniu z działaczy klubów politycznych, związków zawodowych czy innych partii (Zjednoczona Partia Socjalistyczna czy Konwent Instytucji Republikańskich).

## Linia polityczna
- Partia popierała politykę antykolonialną
- Partia popierała politykę antywojenną poprzez działalność Jean Jaurès'a.

Aristide Briand, minister spraw zagranicznych reprezentujący SFIO na arenie międzynarodowej dążył do pojednania z Niemcami i trwałego pokoju w Europie, był współtwórcą antywojennego paktu Brianda-Kellogga, traktatu w Locarno. 5 września 1929 roku na Zgromadzeniu Ligi Narodów wysunął propozycję utworzenia unii europejskiej. Plany te jednak legły w gruzach po przejęciu władzy w Niemczech przez nazistów.
SFIO brała udział w rządzie Frontu Ludowego, który w 1936 przyjął ustawy wprowadzające pierwsze płatne urlopy (2 tygodnie) i skracające czas pracy tygodniowy do 40 godzin.

## Kontynuatorzy
Partia Socjalistyczna: PS (Parti Socialiste)